# Flughafen São Paulo–Guarulhos

i7
i11
i13
Der Flughafen São Paulo–Guarulhos (IATA-Code: GRU, ICAO-Code: SBGR), auch bekannt als Aeroporto Internacional de São Paulo/Guarulhos oder Aeroporto de Cumbica, ist ein brasilianischer Flughafen in der Stadt Guarulhos in der Metropolregion São Paulo. Er ist vor dem ebenfalls in der Metropolregion São Paulo gelegenen Flughafen Congonhas der größte Flughafen des Landes. Außerdem ist er Heimatflughafen und Drehkreuz der LATAM Airlines Brasil.
Der Flughafen besitzt eine Fläche von 1377 ha, von denen mehr als 500 ha aus städtischer Fläche bestehen.

## Geschichte
Der Flughafen São Paulo–Guarulhos wurde am 20. Januar 1985 eröffnet. 1989 wurde die 3700 Meter lange zweite Start- und Landebahn 09L/27R in Betrieb genommen, vier Jahre später folgte das Terminal 2.
2012 wurde das Terminal 4, welches zwischenzeitlich in Terminal 1 umbenannt wurde, eingeweiht. Am 6. Februar 2012 erhielt ein Konsortium aus dem brasilianischen Infrastrukturunternehmen Invepar und dem südafrikanischen Flughafenbetreiber Airports Company South Africa den Zuschlag für eine Konzession für den Betrieb des Flughafens. Am 14. Juni 2012 wurde ein Vertrag mit einer Laufzeit von 20 Jahren geschlossen. Am Betreiber Concessionária do Aeroporto Internacional de Guarulhos S.A erhielt das Konsortium einen Anteil von 51 Prozent, die restlichen 49 Prozent verblieben beim staatlichen Flughafenbetreiber Infraero.
Am 15. November 2013 wurde GRU Airport – Aeroporto Internacional de São Paulo als neuer Marketingname und Eigenbezeichnung für den Flughafen eingeführt. Am 11. Mai 2014 ging nach 18 Monaten Bauzeit das neue Terminal 3 in Betrieb.

## Flughafenanlagen

Flughafendiagramm

In der Flughafeninfrastruktur von Guarulhos finden sich zwei parallele Pisten für Starts und Landungen, eine mit drei Kilometer Länge, die andere mit 3,7 km. Es gibt noch die Aussicht auf den Bau einer Hilfspiste von 2,075 km. Das Terminal 1 – TPS 1 hat ungefähr 7,5 ha, während das Terminal 2 – TPS 2 ca. 8 ha Fläche hat. Der Betrieb beider Terminals läuft 24 Stunden am Tag.
GRU hat einen Monat vor Beginn der Fußball-Weltmeisterschaft 2014 ein neues Terminal erhalten. Der 2012 begonnene Bau wurde am 11. Mai 2014 eröffnet. Der neue Flughafen-Bereich war zunächst noch nicht voll ausgelastet und sollte vor allem für den Ansturm der Reisenden zum WM-Turnier bereitstehen. Die Bauarbeiten am Terminal 3 durch den Vertragspartner GRU Airport dauerten ein Jahr und neun Monate, nachdem die Verträge unterschrieben worden waren. Im Oktober 2014 begannen weitere Bauvorhaben, die Modernisierung der Terminals 1 und 2. Dafür rechnet man mit einer Dauer von 18 Monaten und einem Abgabetermin im ersten Halbjahr 2016. Bereits jetzt ist der Flughafen einer der am meisten genutzten in Lateinamerika.

## Verkehrszahlen
| Jahr | Fluggastaufkommen | Fluggastaufkommen | Fluggastaufkommen | Luftfracht (Tonnen) (mit Luftpost) | Flugbewegungen (mit Militär) |
| Jahr | National          | International     | Gesamt            | Luftfracht (Tonnen) (mit Luftpost) | Flugbewegungen (mit Militär) |
| ---- | ----------------- | ----------------- | ----------------- | ---------------------------------- | ---------------------------- |
| 2020 | 16.098.240        | 4.224.280         | 20.322.520        | -                                  | 155.912                      |
| 2019 | 28.238.490        | 14.763.629        | 43.002.119        | -                                  | 292.047                      |
| 2018 | 25.375.118        | 13.577.308        | 38.952.804        | -                                  | 292.818                      |
| 2017 | 23.747.000        | 13.997.000        | 37.744.000        | -                                  | 263.326                      |
| 2016 | 23.101.826        | 13.494.500        | 36.596.326        | -                                  | 267.746                      |
| 2015 | 25.365.000        | 13.620.000        | 38.985.000        | -                                  | 295.030                      |
| 2014 | 25.956.000        | 13.581.000        | 39.537.000        | 339.828                            | 304.586                      |
| 2013 | 23.438.000        | 12.524.000        | 35.962.000        | 343.785                            | 284.184                      |
| 2012 | 21.234.352        | 11.542.978        | 32.777.330        | 470.453                            | 273.884                      |
| 2011 | 18.647.834        | 11.355.594        | 30.003.428        | 511.484                            | 270.600                      |
| 2010 | 16.468.645        | 10.380.540        | 26.849.185        | 430.850                            | 250.493                      |
| 2009 | -                 | -                 | 21.727.649        | 382.723                            | 209.636                      |
| 2008 | -                 | -                 | 20.400.304        | 475.209                            | 194.184                      |
| 2007 | -                 | -                 | 18.795.596        | 488.485                            | 187.960                      |
| 2006 | -                 | -                 | 15.759.181        | 495.879                            | 154.948                      |

## Zwischenfälle
Von der Eröffnung im Januar 1985 bis November 2024 kam es am Flughafen São Paulo–Guarulhos und in seiner näheren Umgebung zu 8 Totalschäden von Flugzeugen. Bei drei davon kamen insgesamt 35 Menschen ums Leben. Beispiele:
- Am 21. März 1989 stürzte eine Boeing 707-300C der Transbrasil (PT-TCS) etwa zwei Kilometer vor der Landebahnschwelle des Flughafens São Paulo-Guarulhos in ein Wohngebiet. Die dreiköpfige Besatzung der Frachtmaschine sowie 22 Personen am Boden wurden getötet (siehe auch Transbrasil-Flug 801).[8]

- Am 9. August 2024 verunglückte eine ATR 72 (Luftfahrzeugkennzeichen PS-VPB) der brasilianischen VoePass Linhas Aéreas auf dem Weg von der brasilianischen Stadt Cascavel zum Flughafen São Paulo–Guarulhos. Sie stürzte auf dem Gebiet der Stadt Vinhedo nordwestlich von São Paulo ab. Auf dem Boden starb niemand, alle Passagiere (58) und die Besatzung (4) starben in der Unfallmaschine (siehe auch VoePass-Linhas-Aéreas-Flug 2283).[9][10]

Im November 2024 kam es bei einer Schießerei am Flughafen Guarulhos am Terminal 2 zu Todesopfern.

## Galerie

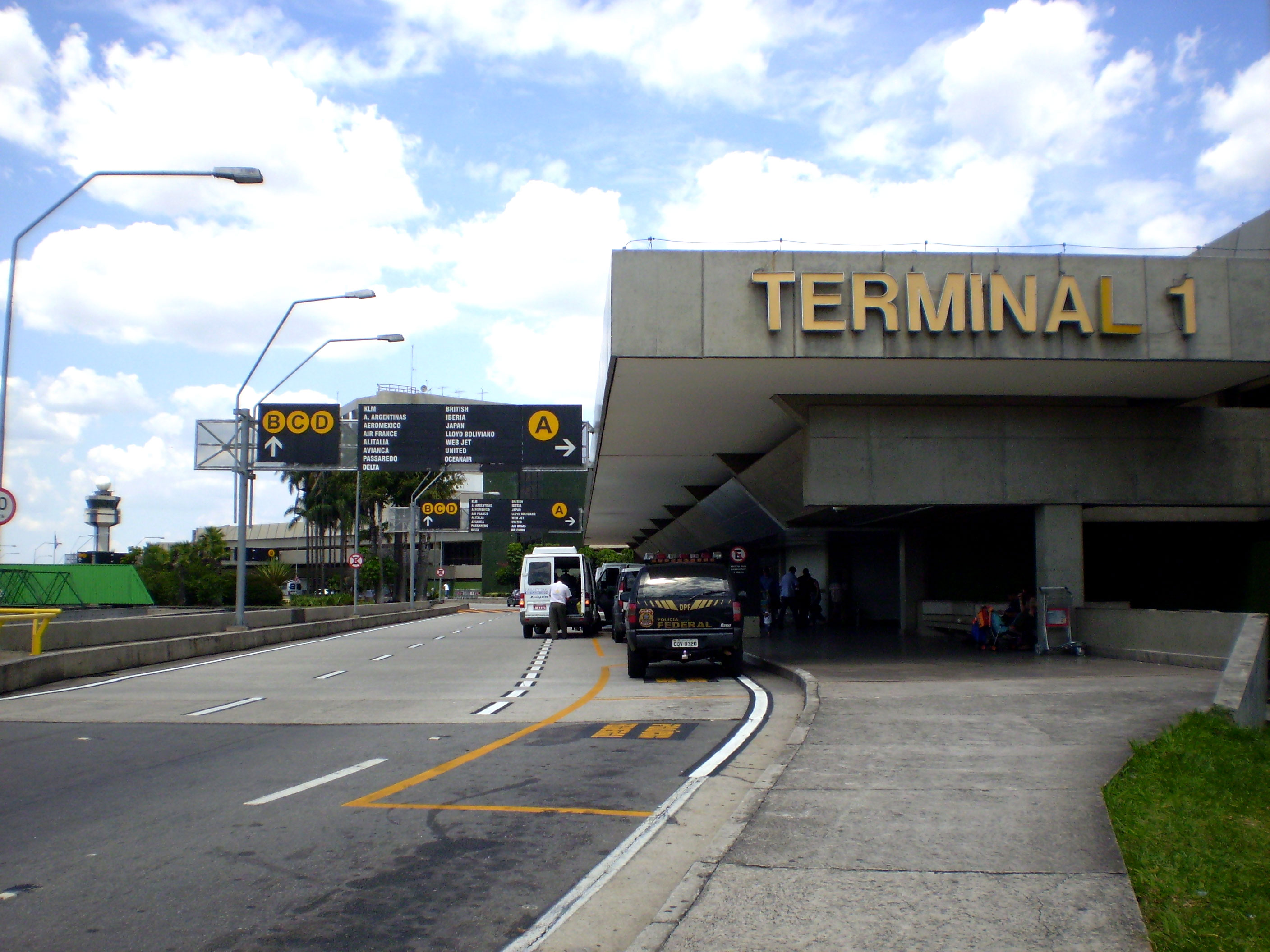
Terminal 1 (TPS1) außen
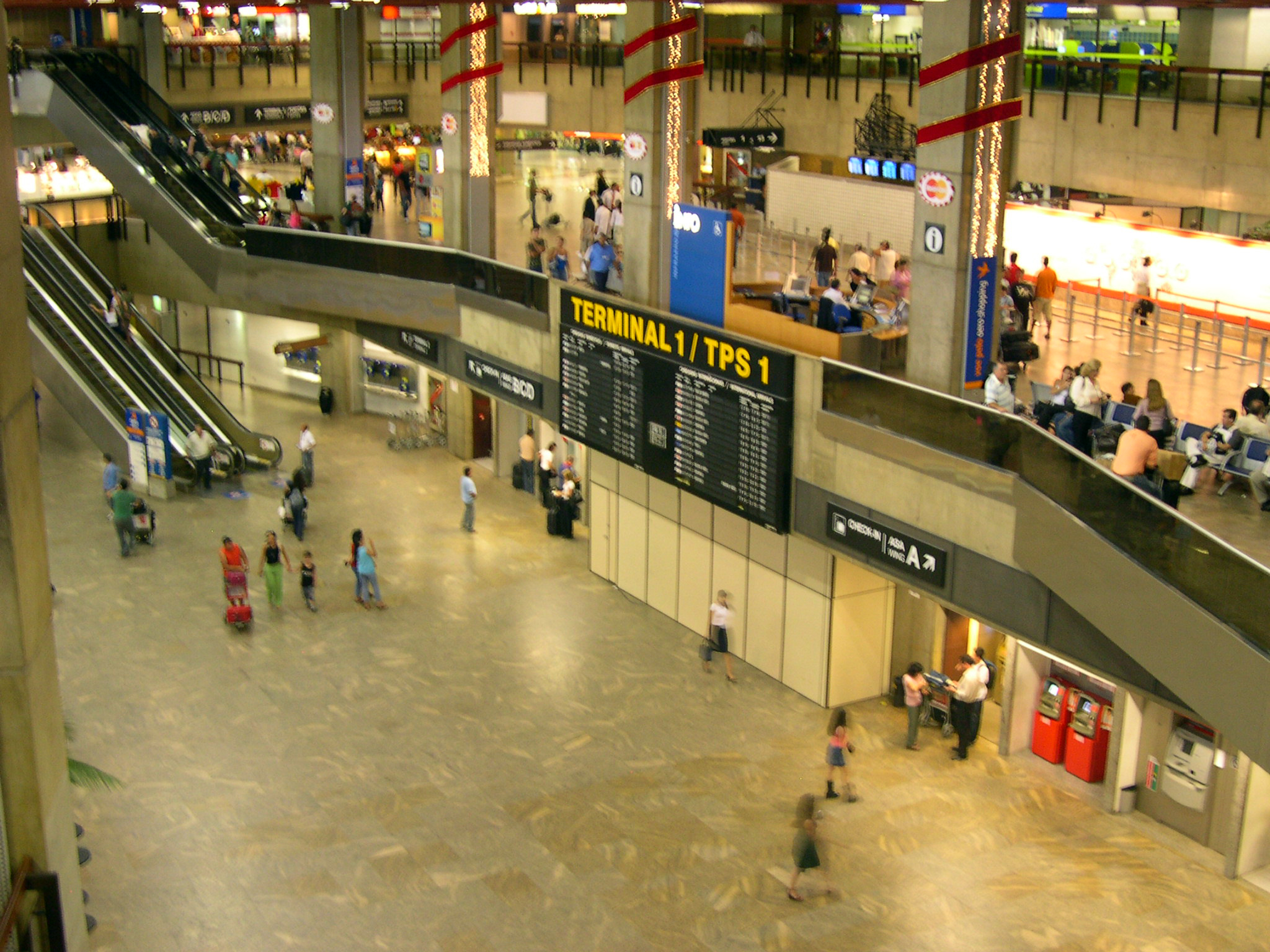
TPS1 innen – Haupthalle
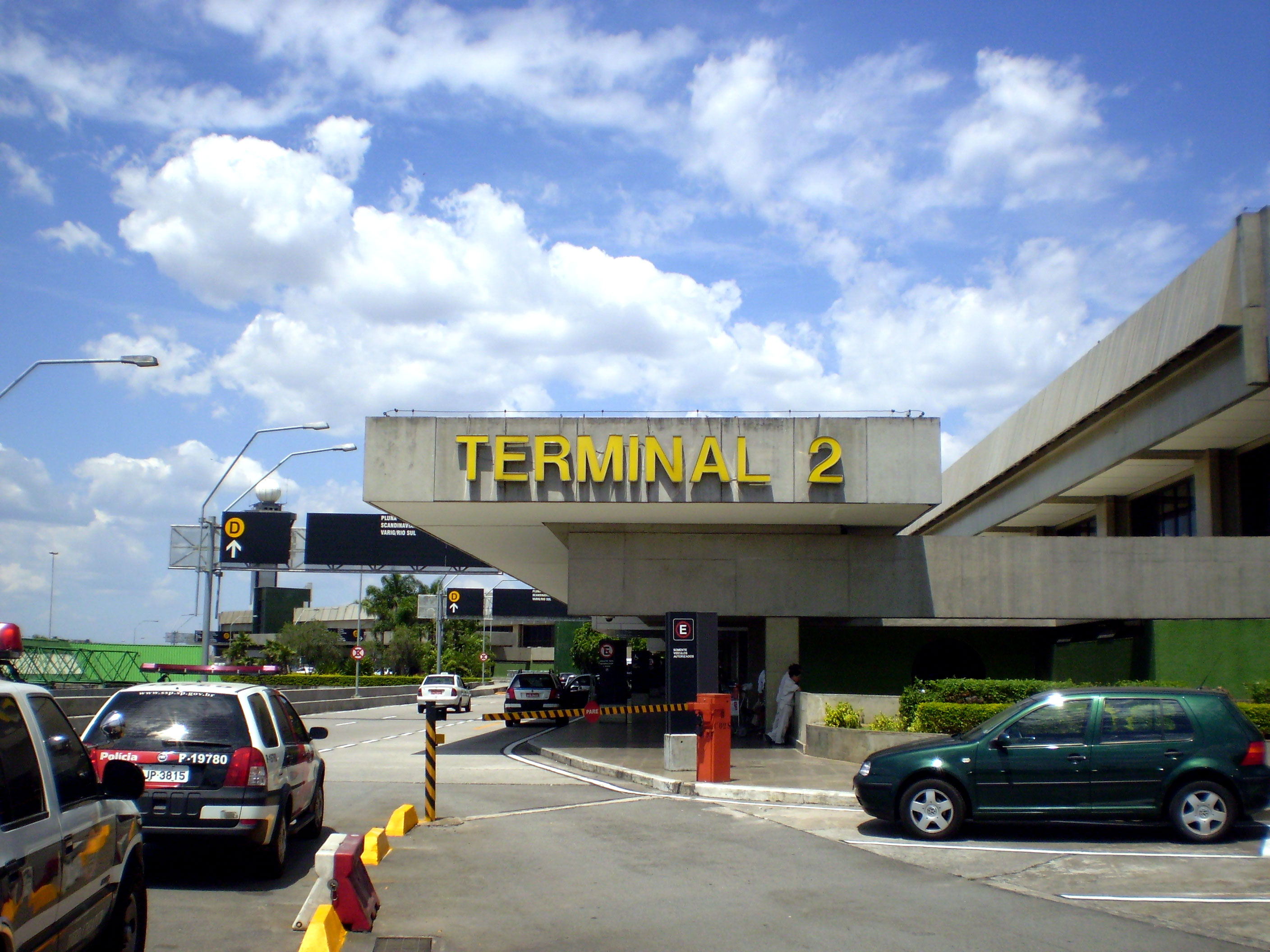
Terminal 2 (TPS2) außen
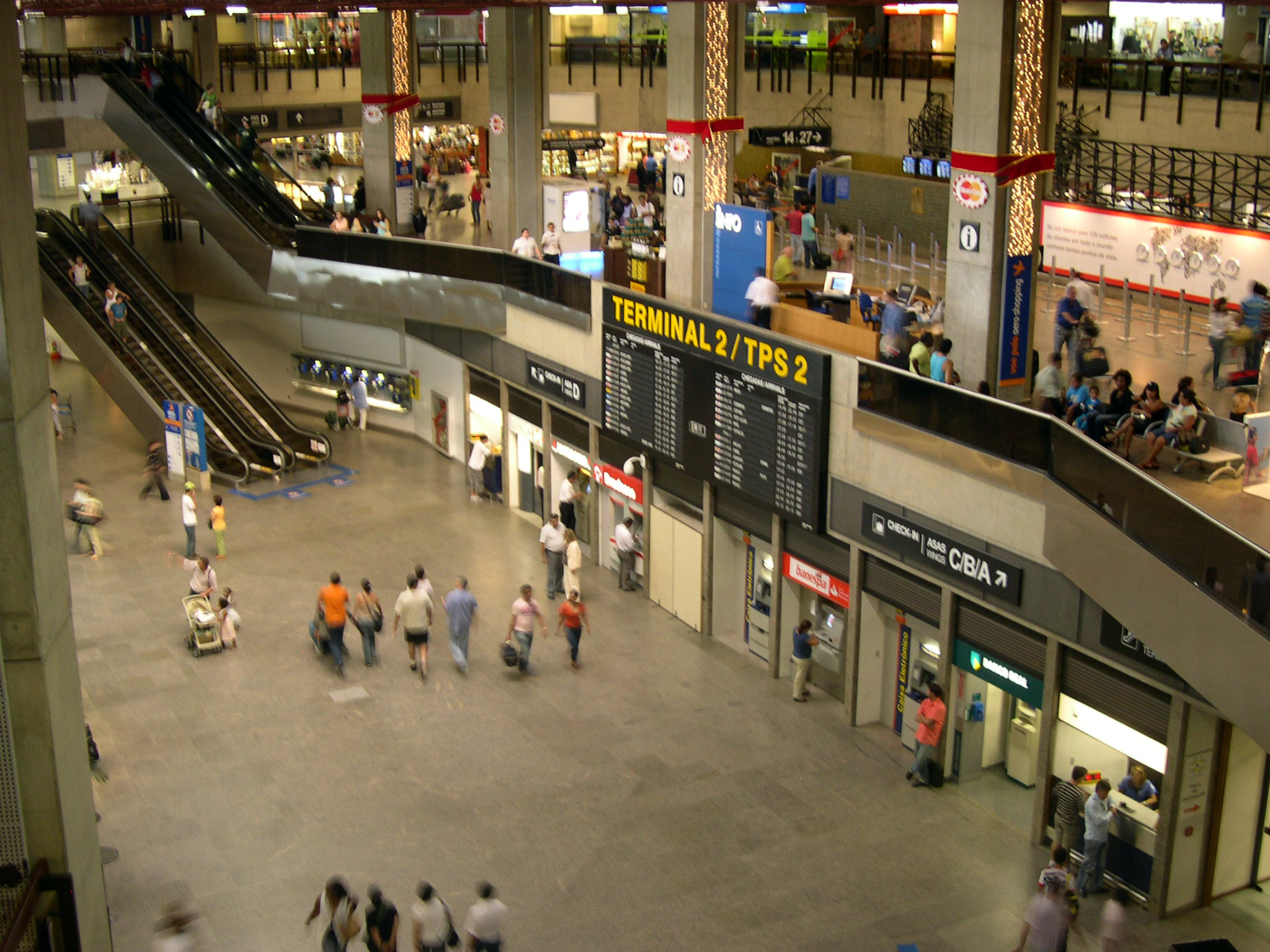
TPS2 innen – Haupthalle
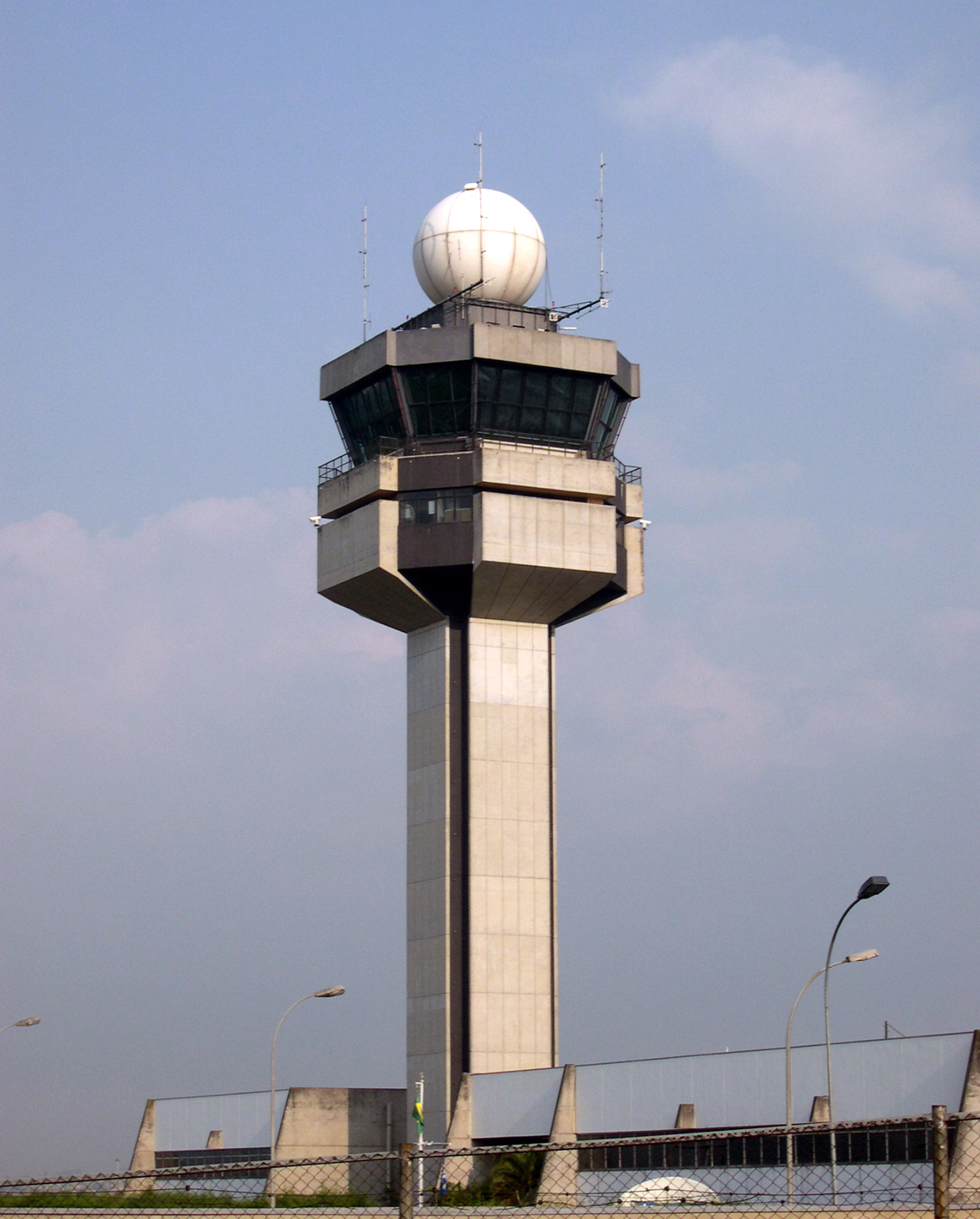
Der Tower